# أليخاندرو رومانو
أليخاندرو رومانو (4 مايو 1974 في الأرجنتين - )  (بالإسبانية: Alejandro Romano)‏ هو لاعب كرة طائرة الأرجنتين. شارك في الألعاب الأولمبية الصيفية 1996.

## وصلات خارجية
- أليخاندرو رومانو على موقع عالم الكرة الطائرة (الإنجليزية)
- أليخاندرو رومانو على موقع دوري الدرجة الأولى الإيطالي للكرة الطائرة - رجال (الإيطالية)
- أليخاندرو رومانو على موقع أوليمبيديا (الإنجليزية)